# Goaljan
Goaljan là một thị trấn thống kê (census town) của quận Murshidabad thuộc bang Tây Bengal, Ấn Độ.

## Nhân khẩu
Theo điều tra dân số năm 2001 của Ấn Độ, Goaljan có dân số 5001 người. Phái nam chiếm 51% tổng số dân và phái nữ chiếm 49%. Goaljan có tỷ lệ 76% biết đọc biết viết, cao hơn tỷ lệ trung bình toàn quốc là 59,5%: tỷ lệ cho phái nam là 80%, và tỷ lệ cho phái nữ là 72%. Tại Goaljan, 11% dân số nhỏ hơn 6 tuổi.